# Edificio Kronos

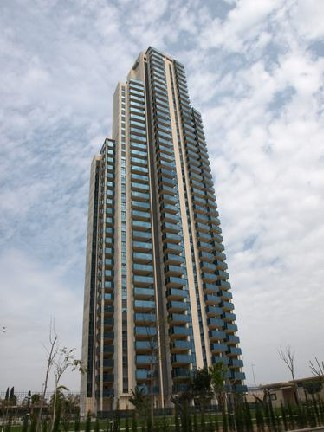
Edificio Kronos

El Edificio Kronos es un rascacielos residencial de Benidorm (España), alcanza una altura de 145 metros, y cuenta con 41 forjados de losas macizas, zonas comunes con dos piscinas, spa, gimnasio y zonas verdes.
Está situado en la zona de la playa de Levante, a la entrada de Benidorm, cerca de otro rascacielos: el Neguri Gane. La estructura en hormigón armado, fue calculada y diseñada por el Estudio de Ingeniería Florentino Regalado & Asociados. Es el quinto edificio más alto de Benidorm y el decimoquinto más alto de España.